# Ioan Sonea
Ioan Sonea (n. 9 decembrie 1947) este un fost deputat român în legislatura 1992-1996, ales în județul Bistrița-Năsăud pe listele partidului PUNR. Ioan Sonea a fost deputat în legislaturile 1996-2000 și 2000-2004. În legislatura 1996-2000, Ion Sonea fost membru în grupurile parlamentare de prietenie cu Republica Italiană și Republica Orientală a Uruguayului. În legislatura 2000-2004, Ion Sonea a fost ales deputat ca membru în Partidul România Mare. Din iunie 2004, Ioan Sonea a devenit deputat neafiliat. În legislatura 2000-2004, Ion Sonea a fost membru în grupurile parlamentare de prietenie cu Statul Israel și Ucraina.  